# بوئناویستا، آگوسان دل نورته
بونویستا، آگوسان دل نورته (به لاتین: Buenavista, Agusan del Norte) یک منطقهٔ مسکونی در فیلیپین است که در آگوسان شمالی واقع شده‌است.